# Liste der Bodendenkmale in Osterby (Kreis Schleswig-Flensburg)
In der Liste der Bodendenkmale in Osterby sind die Bodendenkmale der Gemeinde Osterby nach dem Stand der Bodendenkmalliste des Archäologischen Landesamts Schleswig-Holstein von 2016 aufgelistet.
| Denkmal-ID           | Befundart           | Bezeichnung | Zeitstellung                 | Lage | Bemerkungen | Bild |
| -------------------- | ------------------- | ----------- | ---------------------------- | ---- | ----------- | ---- |
| aKD-ALSH-Nr. 004 064 | Grabmal > Grabhügel | Grabhügel   | Vor- und/oder Frühgeschichte |      |             |      |
| aKD-ALSH-Nr. 004 065 | Grabmal > Grabhügel | Grabhügel   | Vor- und/oder Frühgeschichte |      |             |      |
| aKD-ALSH-Nr. 004 066 | Grabmal > Grabhügel | Grabhügel   | Vor- und/oder Frühgeschichte |      |             |      |
| aKD-ALSH-Nr. 004 067 | Grabmal > Grabhügel | Grabhügel   | Vor- und/oder Frühgeschichte |      |             |      |
| aKD-ALSH-Nr. 004 068 | Grabmal > Grabhügel | Grabhügel   | Vor- und/oder Frühgeschichte |      |             |      |
| aKD-ALSH-Nr. 004 069 | Grabmal > Grabhügel | Grabhügel   | Vor- und/oder Frühgeschichte |      |             |      |
| aKD-ALSH-Nr. 004 070 | Grabmal > Grabhügel | Grabhügel   | Vor- und/oder Frühgeschichte |      |             |      |
| aKD-ALSH-Nr. 004 071 | Grabmal > Grabhügel | Grabhügel   | Vor- und/oder Frühgeschichte |      |             |      |
| aKD-ALSH-Nr. 004 072 | Grabmal > Grabhügel | Grabhügel   | Vor- und/oder Frühgeschichte |      |             |      |
| aKD-ALSH-Nr. 004 073 | Grabmal > Grabhügel | Grabhügel   | Vor- und/oder Frühgeschichte |      |             |      |
| aKD-ALSH-Nr. 004 074 | Grabmal > Grabhügel | Grabhügel   | Vor- und/oder Frühgeschichte |      |             |      |
| aKD-ALSH-Nr. 004 075 | Grabmal > Grabhügel | Grabhügel   | Vor- und/oder Frühgeschichte |      |             |      |
| aKD-ALSH-Nr. 004 076 | Grabmal > Grabhügel | Grabhügel   | Vor- und/oder Frühgeschichte |      |             |      |
| aKD-ALSH-Nr. 004 077 | Grabmal > Grabhügel | Grabhügel   | Vor- und/oder Frühgeschichte |      |             |      |
| aKD-ALSH-Nr. 004 078 | Grabmal > Grabhügel | Grabhügel   | Vor- und/oder Frühgeschichte |      |             |      |
| aKD-ALSH-Nr. 004 079 | Grabmal > Grabhügel | Grabhügel   | Vor- und/oder Frühgeschichte |      |             |      |
| aKD-ALSH-Nr. 004 080 | Grabmal > Grabhügel | Grabhügel   | Vor- und/oder Frühgeschichte |      |             |      |
| aKD-ALSH-Nr. 004 081 | Grabmal > Grabhügel | Grabhügel   | Vor- und/oder Frühgeschichte |      |             |      |
| aKD-ALSH-Nr. 004 082 | Grabmal > Grabhügel | Grabhügel   | Vor- und/oder Frühgeschichte |      |             |      |
| aKD-ALSH-Nr. 004 083 | Grabmal > Grabhügel | Grabhügel   | Vor- und/oder Frühgeschichte |      |             |      |
| aKD-ALSH-Nr. 004 084 | Grabmal > Grabhügel | Grabhügel   | Vor- und/oder Frühgeschichte |      |             |      |
| aKD-ALSH-Nr. 004 085 | Grabmal > Grabhügel | Grabhügel   | Vor- und/oder Frühgeschichte |      |             |      |
| aKD-ALSH-Nr. 004 086 | Grabmal > Grabhügel | Grabhügel   | Vor- und/oder Frühgeschichte |      |             |      |
| aKD-ALSH-Nr. 004 087 | Grabmal > Grabhügel | Grabhügel   | Vor- und/oder Frühgeschichte |      |             |      |
| aKD-ALSH-Nr. 004 088 | Grabmal > Grabhügel | Grabhügel   | Vor- und/oder Frühgeschichte |      |             |      |
| aKD-ALSH-Nr. 004 089 | Grabmal > Grabhügel | Grabhügel   | Vor- und/oder Frühgeschichte |      |             |      |
| aKD-ALSH-Nr. 004 090 | Grabmal > Grabhügel | Grabhügel   | Vor- und/oder Frühgeschichte |      |             |      |
| aKD-ALSH-Nr. 004 091 | Grabmal > Grabhügel | Grabhügel   | Vor- und/oder Frühgeschichte |      |             |      |